# Museo de Zamora
El Museo de Zamora es un museo de ámbito provincial ubicado en la plaza de Santa Lucía de Zamora, España, en el barrio que en la época medieval se llamó "la Puebla del Valle". Su titularidad es del Ministerio de Cultura (actualmente Ministerio de Cultura y Deporte), estando la gestión transferida a la Junta de Castilla y León.
Consta de una sección dedicada a la arqueología, otra a las bellas artes y una tercera, más reducida, que se ocupa de la historia de la ciudad. En la primera destacan el ajuar campaniforme de Villabuena del Puente, los dos tesoros prerromanos de Arrabalde, «el conjunto más espectacular» del museo, en palabras de su directora, mosaicos y pinturas murales de la villa romana de Requejo (Santa Cristina de la Polvorosa) y las cruces votivas de oro visigodas de Villafáfila. En la segunda se encuentran pinturas y esculturas que abarcan del siglo XIV a mediados del XX. Aparte acoge también con regularidad exposiciones temporales. 

## Historia
El Museo fue creado, al igual que la mayoría de los otros museos provinciales, a raíz de la desamortización del siglo XIX, por lo que los primeros fondos con los que contó fueron obras de arte procedentes de los monasterios y conventos suprimidos en la provincia.

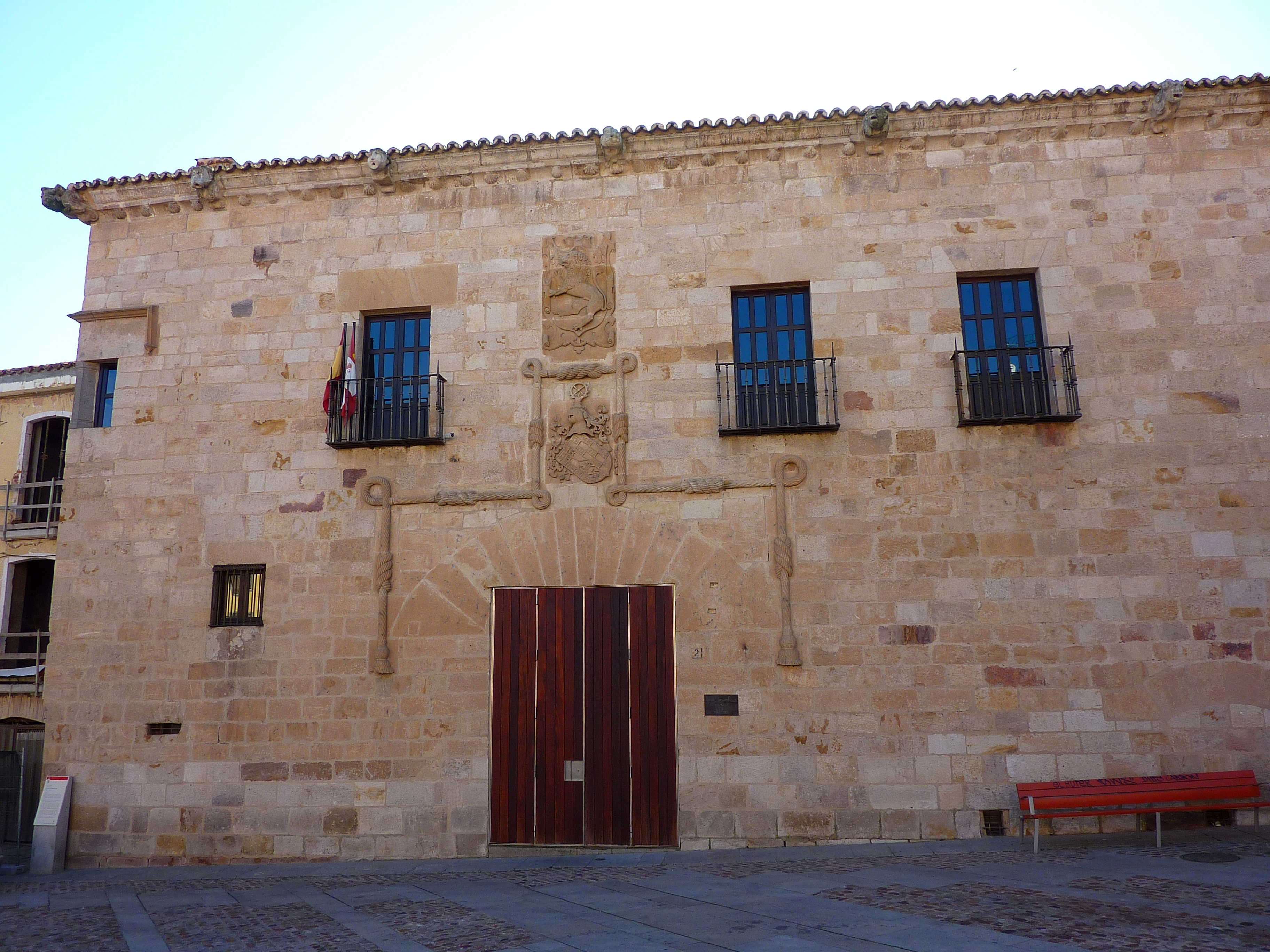
Palacio del Cordón.

Fue inaugurado por el rey Alfonso XII en 1877, pero tan sólo de manera simbólica, puesto que su apertura efectiva no tendría lugar hasta el 21 de enero de 1911, de modo además precario, ocupando el antiguo convento de Las Marinas (siglo XVIII), que estaba situado en la calle Santa Clara. Este edificio fue demolido en 1975, siendo su solar ocupado en la actualidad por la plaza de Castilla y León y la Delegación de Hacienda. Como consecuencia, y a la espera de encontrar una nueva sede donde poder exponerlos al público, los fondos fueron almacenados en el edificio del antiguo Hospital de la Encarnación, situado en la plaza de Viriato y actual domicilio de la Diputación Provincial de Zamora.
A principios de los años 80 se designó como sede el Palacio del Cordón, pero el proceso de adecuación a su nueva función fue muy complicado y las obras llegaron a quedar interrumpidas hasta que el Museo logró finalmente abrir las puertas de su sede definitiva el 28 de julio de 1998, con un nuevo proyecto, del estudio Mansilla + Tuñón Arquitectos. Este trabajo fue galardonado con el Premio Architecti de Portugal, el Premio de Arquitectura de la CEOE y fue finalista en el V Premio de Arquitectura Contemporánea Mies van der Rohe. Entre tanto, la antigua iglesia de Santa Lucía, situada en la misma plaza, había sido inaugurada a finales de 1989 como almacén visitable del Museo tras haber sido acondicionada para su nuevo uso.

## Sedes

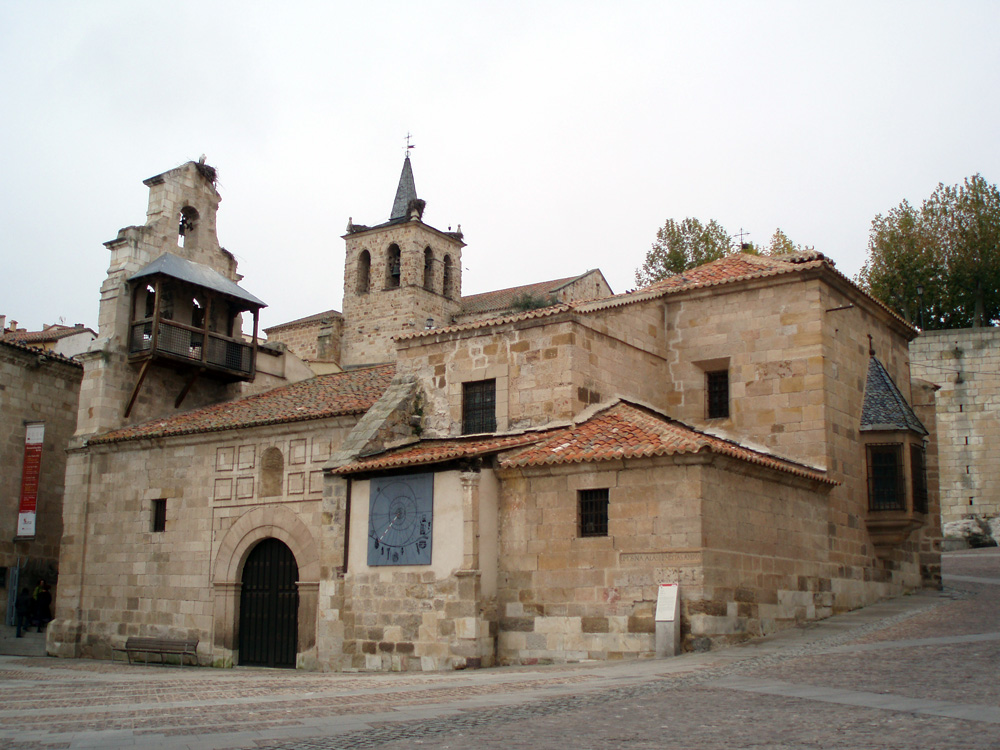
Iglesia de Santa Lucía, utilizada como almacén visitable del Museo.

El Museo se asienta en tres conjuntos: una crujía del antiguo Palacio del Cordón o de Puñonrostro, la iglesia de Santa Lucía y los módulos de nueva planta diseñados por los arquitectos Luis Moreno Mansilla y Emilio Tuñón. Esta ampliación moderna del espacio museístico fue construida entre 1993 y 1996.
Tras la fachada del palacio se construyó en la reforma un nuevo edificio cúbico, en el que se han integrado algunas arquerías del patio y parte de la escalera, únicos elementos subsistentes del edificio original aparte de la fachada principal. En él se ubican las salas de exposición permanente y el almacén, mientras que el taller de restauración lo hace en un pequeño módulo anejo. En su construcción se empleó piedra de Villamayor para el revestimiento exterior, chapa de cinc para la cubierta y madera de teca para el pavimento, tanto interior como exterior, dado que es una madera que no se pudre.
La iglesia de Santa Lucía, desacralizada, se usa como almacén visitable del Museo. Arquitectónicamente sólo mantiene huellas de sus orígenes románicos en el muro norte, ya que fue reformada prácticamente por completo en el siglo XVII, época a la que debe su actual configuración.

## Secciones

### Arqueología
Las piezas más notables de esta colección, la más significativa cuantitativa y cualitativamente del museo, son el ajuar campaniforme de Villabuena del Puente, los dos tesoros prerromanos de Arrabalde —hallados en el Castro de las Labradas—, mosaicos y pinturas murales de la villa romana de Requejo (Santa Cristina de la Polvorosa) y el "Tesorillo de Villafáfila", visigodo de mediados del siglo VII y hallado de manera casual en 1921. Consta de tres pequeñas cruces patadas afinadas recortadas en lámina de oro, que llevan en su parte superior unos elementos de suspensión, con lo cual se supone que su función era colgar en alguna iglesia. Su diseño es muy simple y carente de cualquier ornato, a diferencia de los conocidos tesoros de Guarrazar y Torredonjimeno. Junto a ellas aparecieron dos pequeñas piezas en bronce, una que posiblemente sea el mango de una patena y un incensario, de cuya tapa sólo se conserva un fragmento con decoración calada.

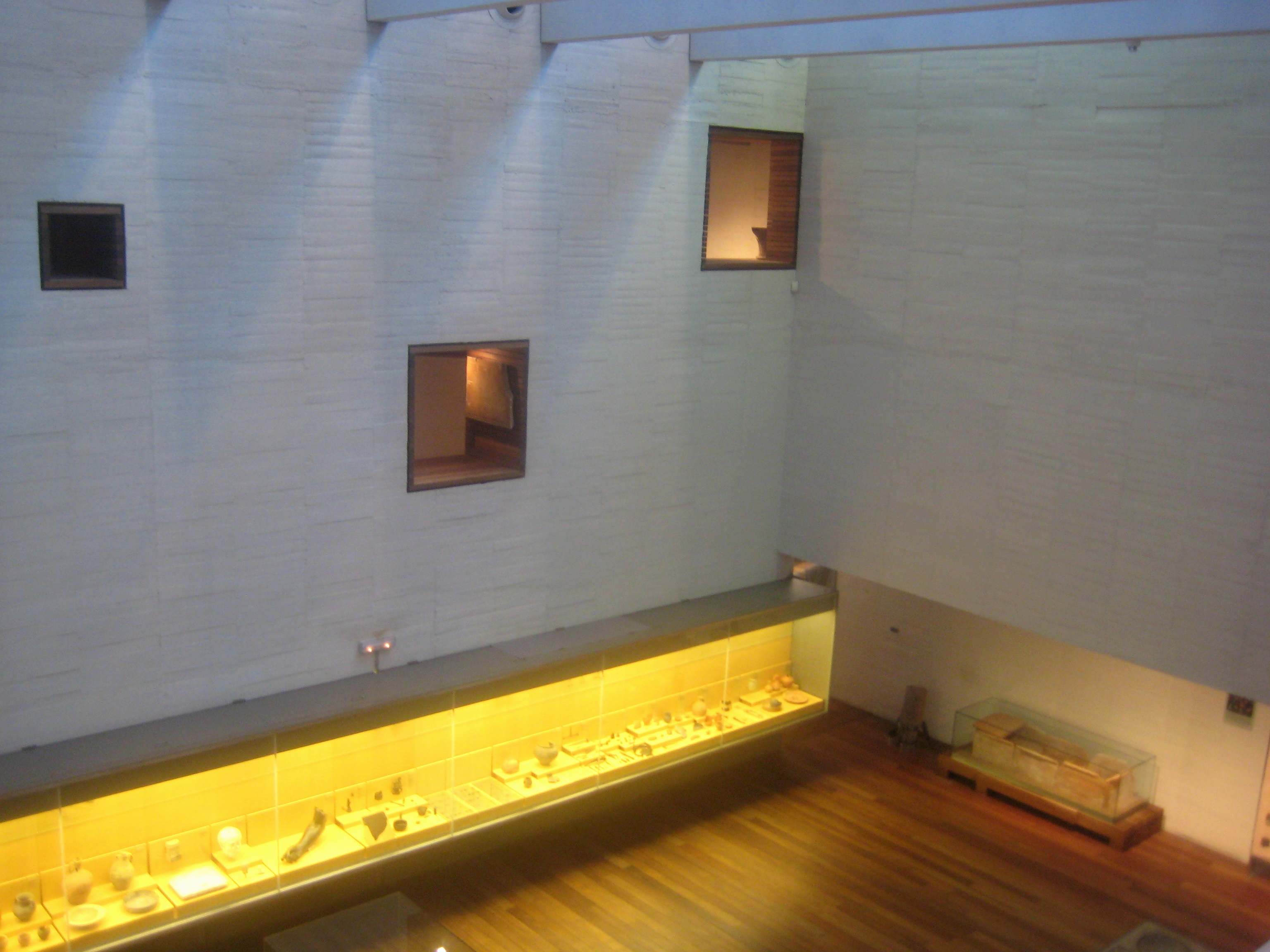
Vista de la sala central del Museo, dedicada a la arqueología.
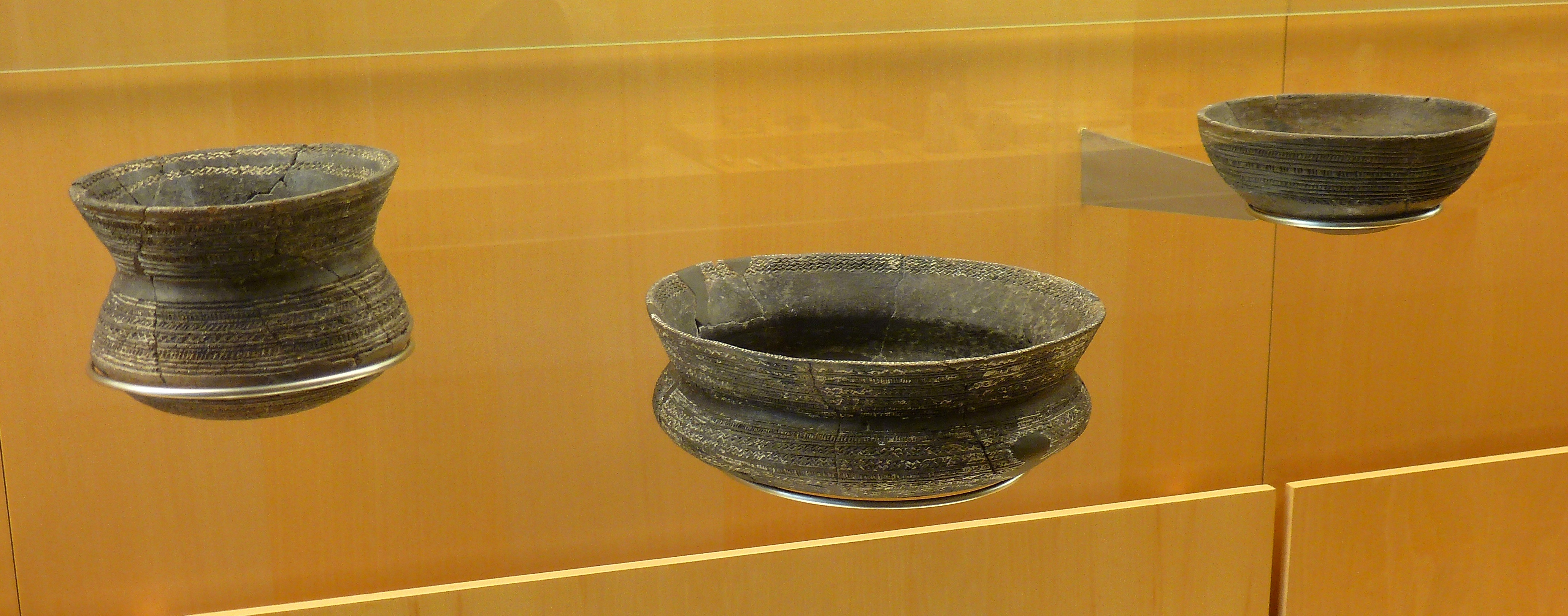
Vaso, cazuela y cuenco pertenecientes al ajuar campaniforme de Villabuena del Puente, uno de los más destacados de la península ibérica.
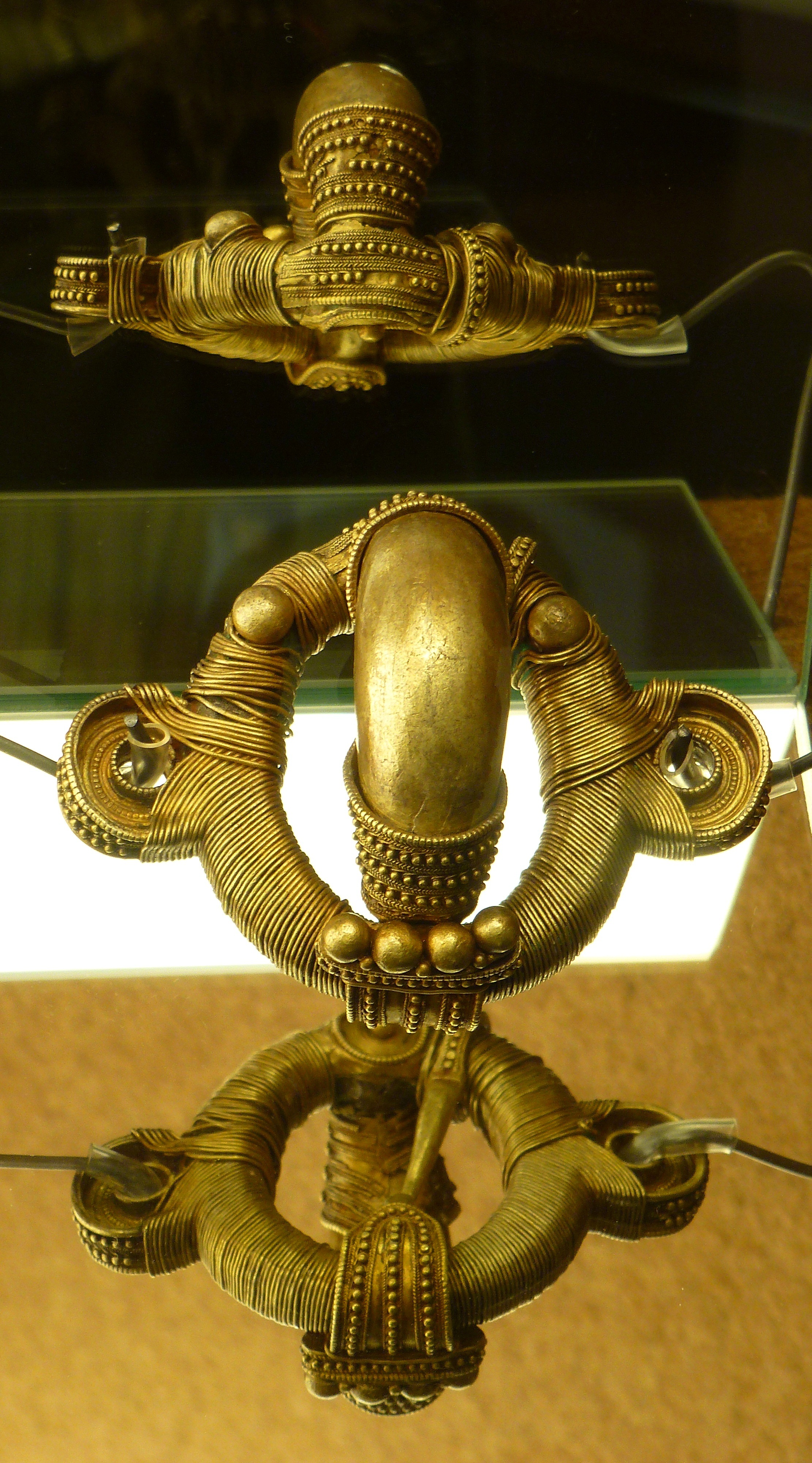
Fíbula prerromana del tipo anular hispánico perteneciente al primer tesoro de Arrabalde, otro de los hitos de la colección del Museo. Forrada en oro sobre plata y alma probablemente de bronce.
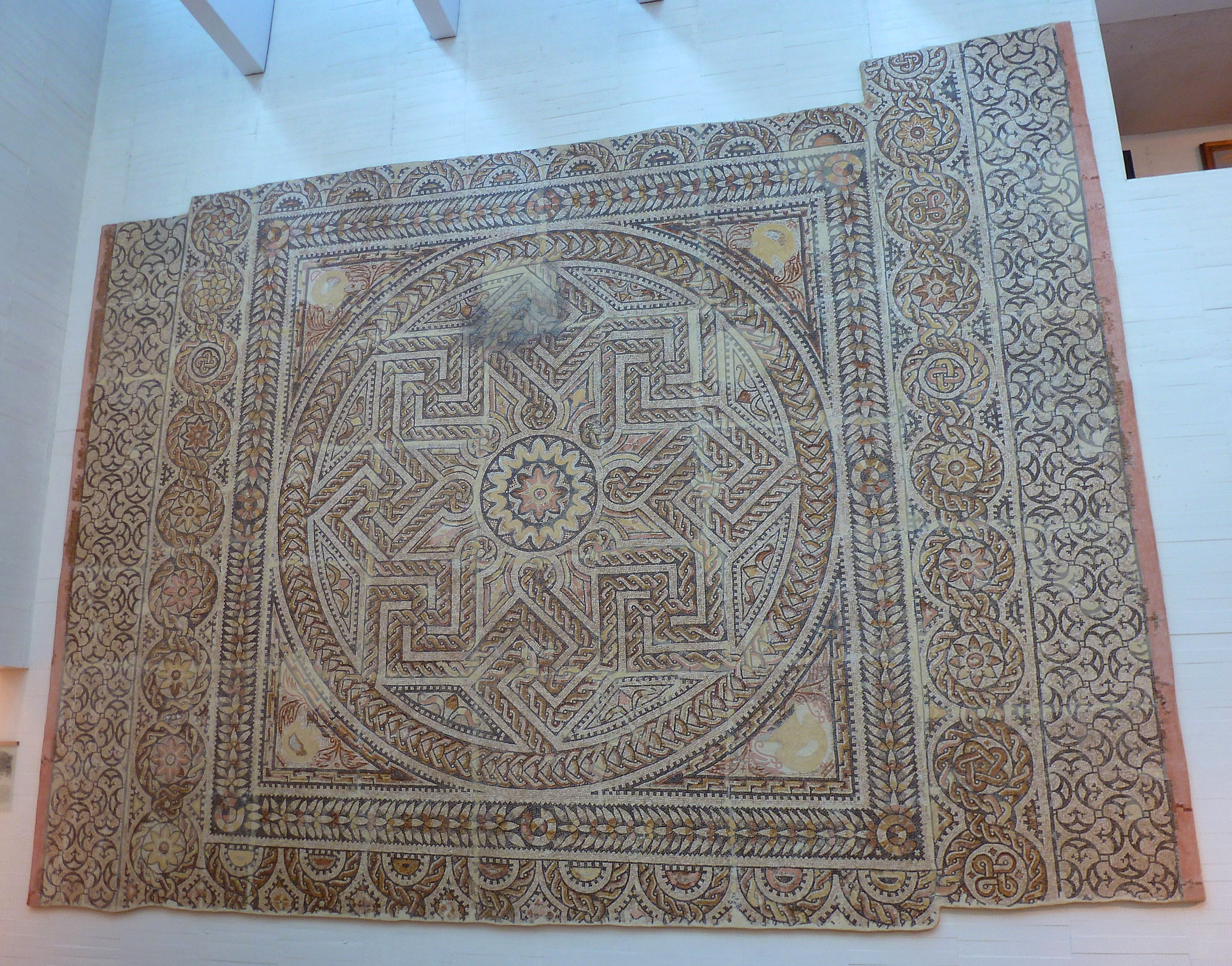
Mosaico procedente de la villa romana de Requejo (Santa Cristina de la Polvorosa).
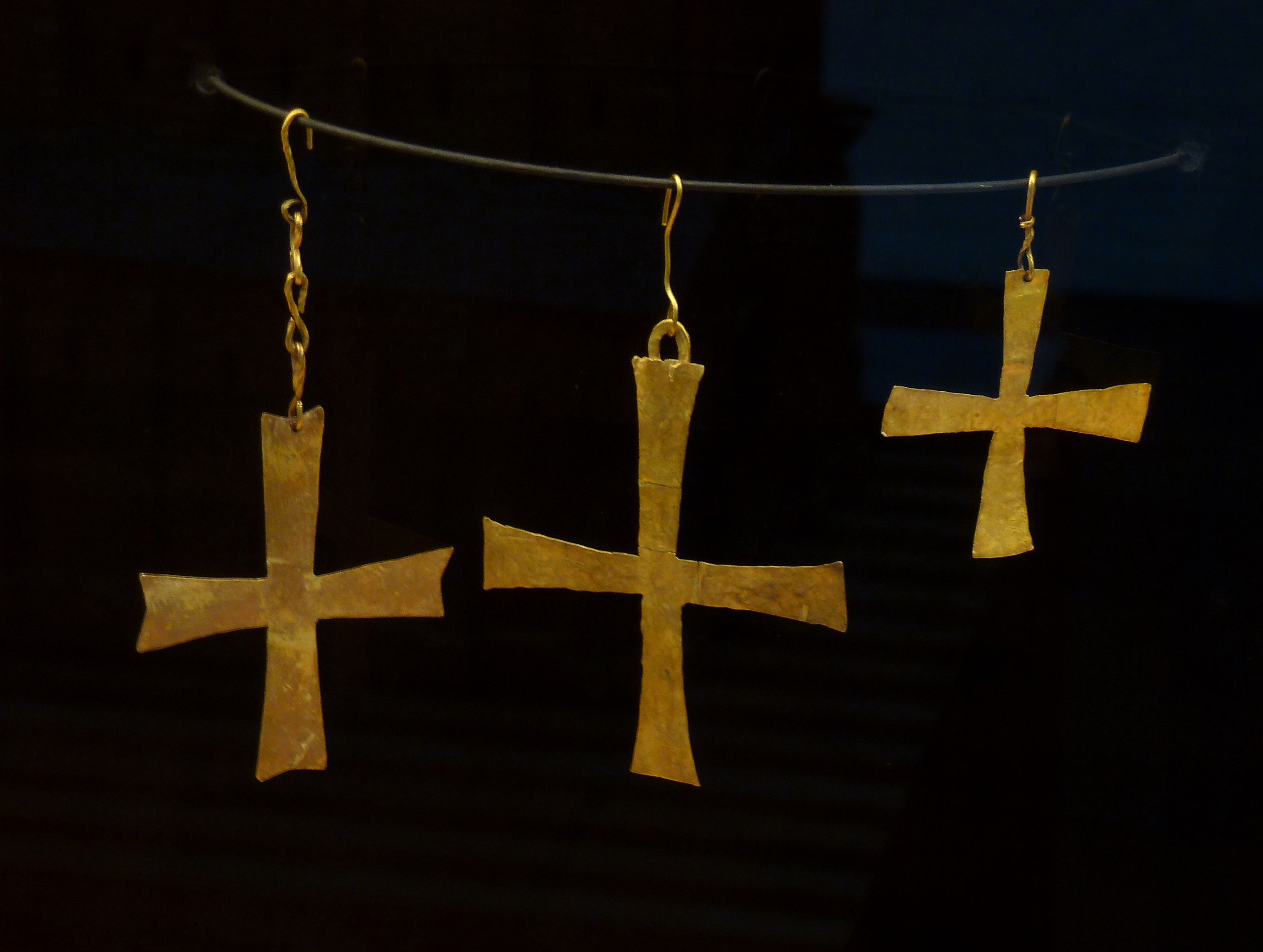
Cruces patadas del Tesorillo de Villafáfila, de época visigoda.
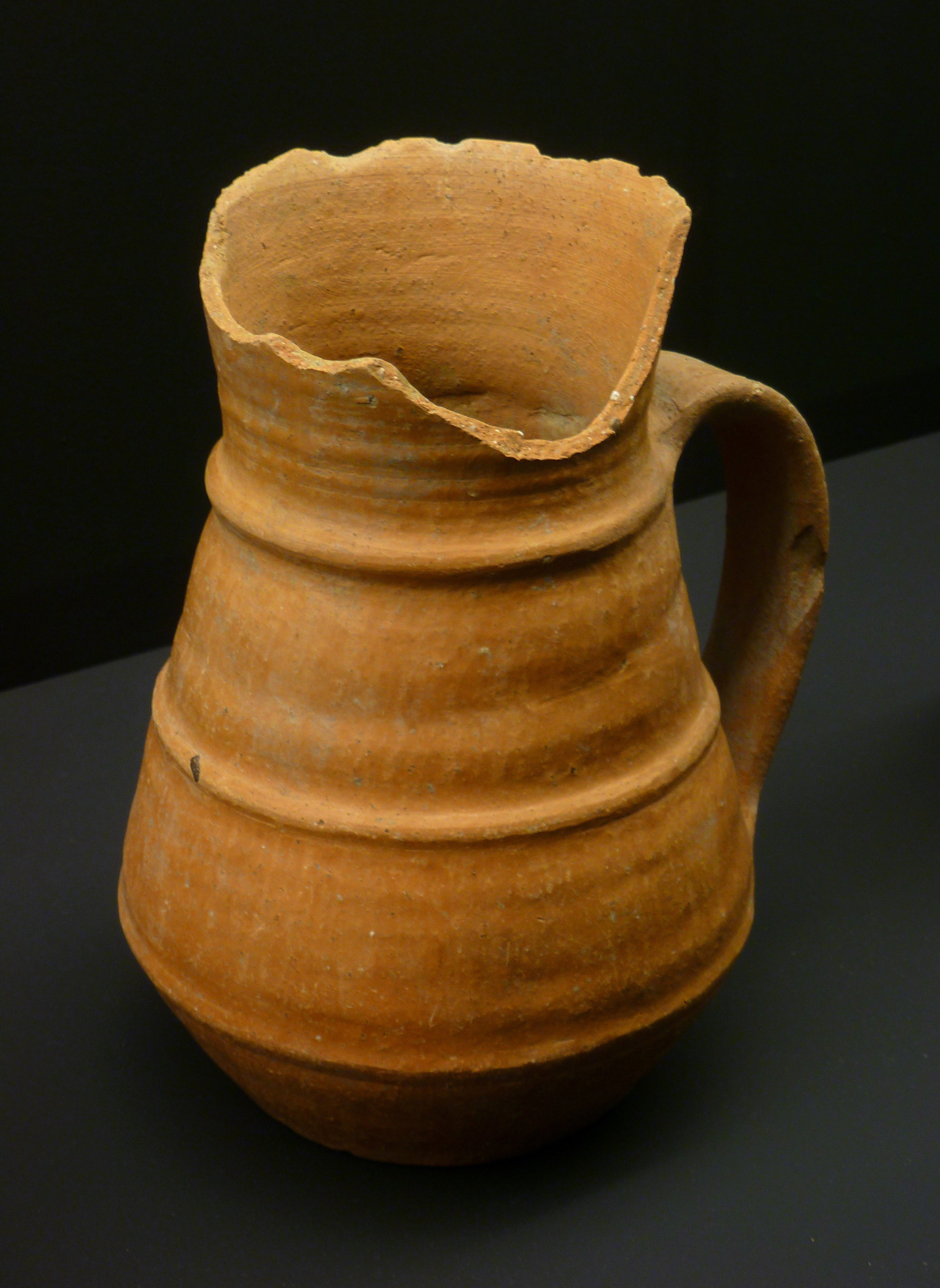
Jarro de cerámica hispano-musulmana perteneciente al importante conjunto hallado en el solar del Consejo Consultivo de Castilla y León. Cerámica bruñida, siglos viii y  ix.

### Bellas Artes
Esta sección es la primera cronológicamente, ya que, como se ha señalado, el museo tuvo su origen en la desamortización del siglo XIX, y de hecho durante mucho tiempo su nombre fue el de "Museo Provincial de Bellas Artes". Sus colecciones iniciales estuvieron en consecuencia compuestas por pinturas y esculturas religiosas procedentes de monasterios y conventos suprimidos en la provincia. Sin embargo las piezas que se reunieron no fueron muy numerosas ni de excesiva calidad en general, por lo que hubo que recurrir para completar la colección a depósitos de otras instituciones, tanto zamoranas (Ayuntamiento y Diputación), como de fuera, entre ellas el Museo del Prado, el antiguo Museo de Arte Moderno (cuya sección del siglo XIX fue traspasada en 1971 al Prado y la del XX en 1988 al Museo Nacional Centro de Arte Reina Sofía) o el Museo Nacional de Escultura de Valladolid, aparte de algunas donaciones recibidas de particulares.
En el apartado de pintura hay obras que van del siglo XV hasta mediados del XX. Entre las piezas más reseñables están El Descendimiento, de autor anónimo hispano flamenco, procedente del desaparecido Monasterio de San Jerónimo de la ciudad; San Antonio de Padua, del Maestro de la Horta, originalmente parte de un retablo de la cercana iglesia de Santa María de la Horta; la Resurrección de Lázaro, atribuida a Francisco Gallego, el Martirio de San Esteban, del pintor toledano del Renacimiento Juan Correa de Vivar, óleo sobre tabla, depósito del Museo del Prado, Predicación de San Juan Bautista, del pintor ítalo-suizo del Barroco Pier Francesco Mola, depósito también del Prado, como igualmente lo son la Adoración de los pastores, del pintor barroco español de origen flamenco Antonio van de Pere, Fuente monumental o Jardín rococó, una de las escasas obras que se conservan del italiano Francesco Battaglioli, que representa una escena de la ópera Armida placata de Giovanni Battista Mele, y La marquesa de Perinat, óleo sobre lienzo del pintor decimonónico Raimundo de Madrazo, perteneciente asimismo a la pinacoteca madrileña. Como curiosidad, hay que señalar que no se trata de las únicas obras del Museo del Prado en la ciudad, ya que la conocida estatua de bronce de Viriato de la plaza homónima es en realidad también propiedad de dicho Museo (número de inventario E612), hallándose en la ciudad en condición de depósito al Ayuntamiento de Zamora. También conserva un retrato inacabado del escultor de Moraleja del Vino Eduardo Barrón obra de José Villegas, donado al Museo en 2004 por dos de los nietos de Barrón. 
Los fondos escultóricos cuentan con obras que van del siglo XIV hasta las primeras décadas del XX. Entre ellas figura una amplia colección de Eduardo Barrón gracias a la donación efectuada por su hijo en 1963, integrada por modelos en escayola de algunas de sus principales obras, y a la realizada por su nuera y sus nietos en 2004. En total ingresaron en el Museo once esculturas aparte de seis pinturas, entre ellas dos autorretratos y el mencionado retrato inacabado de Villegas. Además, desde septiembre de 2011 se expone el grupo Nerón y Séneca, depositado por el Museo del Prado, inicialmente por un período de casi cinco años (hasta febrero de 2016). También se exhiben piezas de Mariano Benlliure, como Las tres Marías y San Juan, boceto del grupo escultórico procesional que el valenciano talló en 1946 para Crevillente (Alicante).

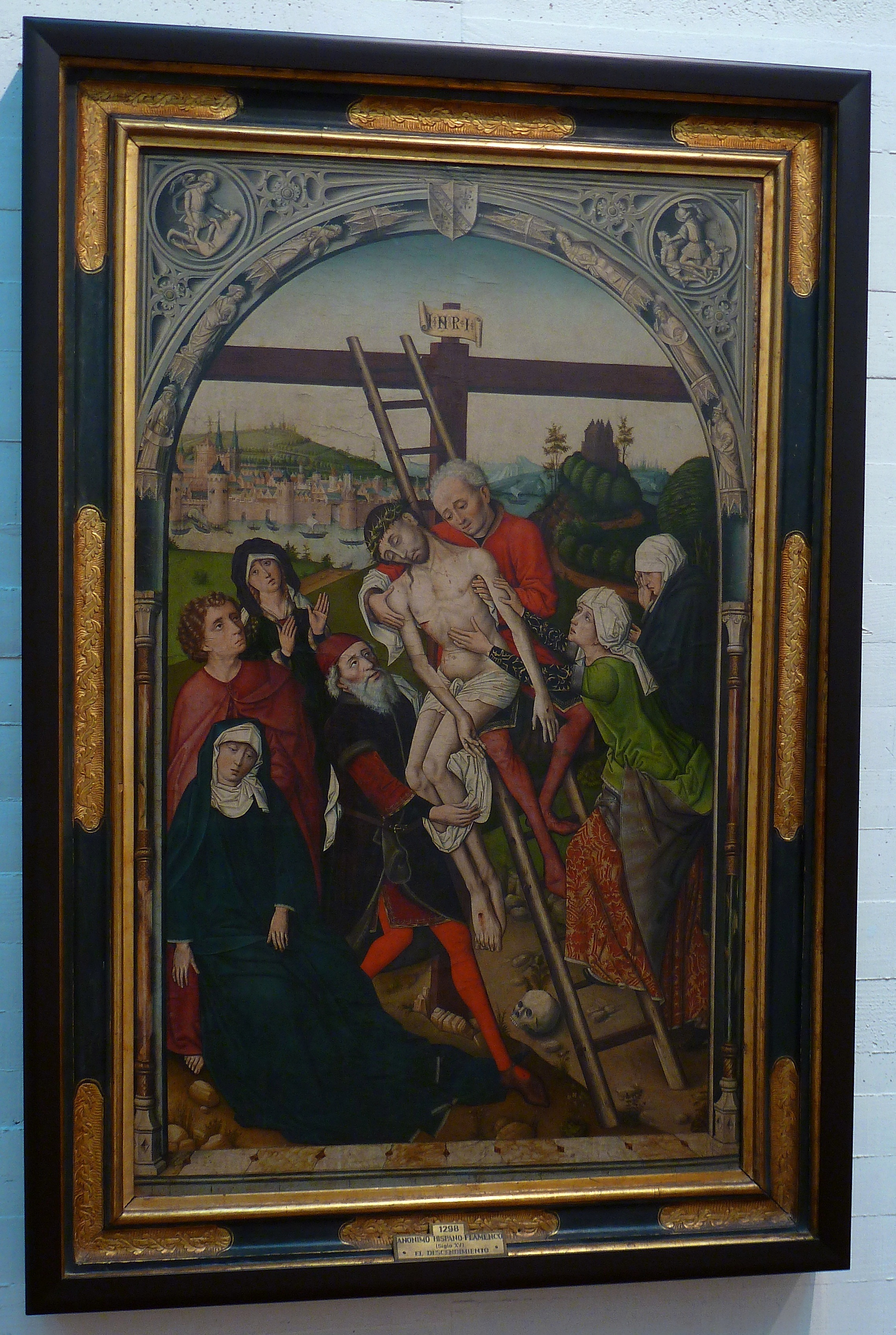
El Descendimiento, anónimo hispano flamenco, finales del siglo XV, obra procedente del Monasterio de San Jerónimo.
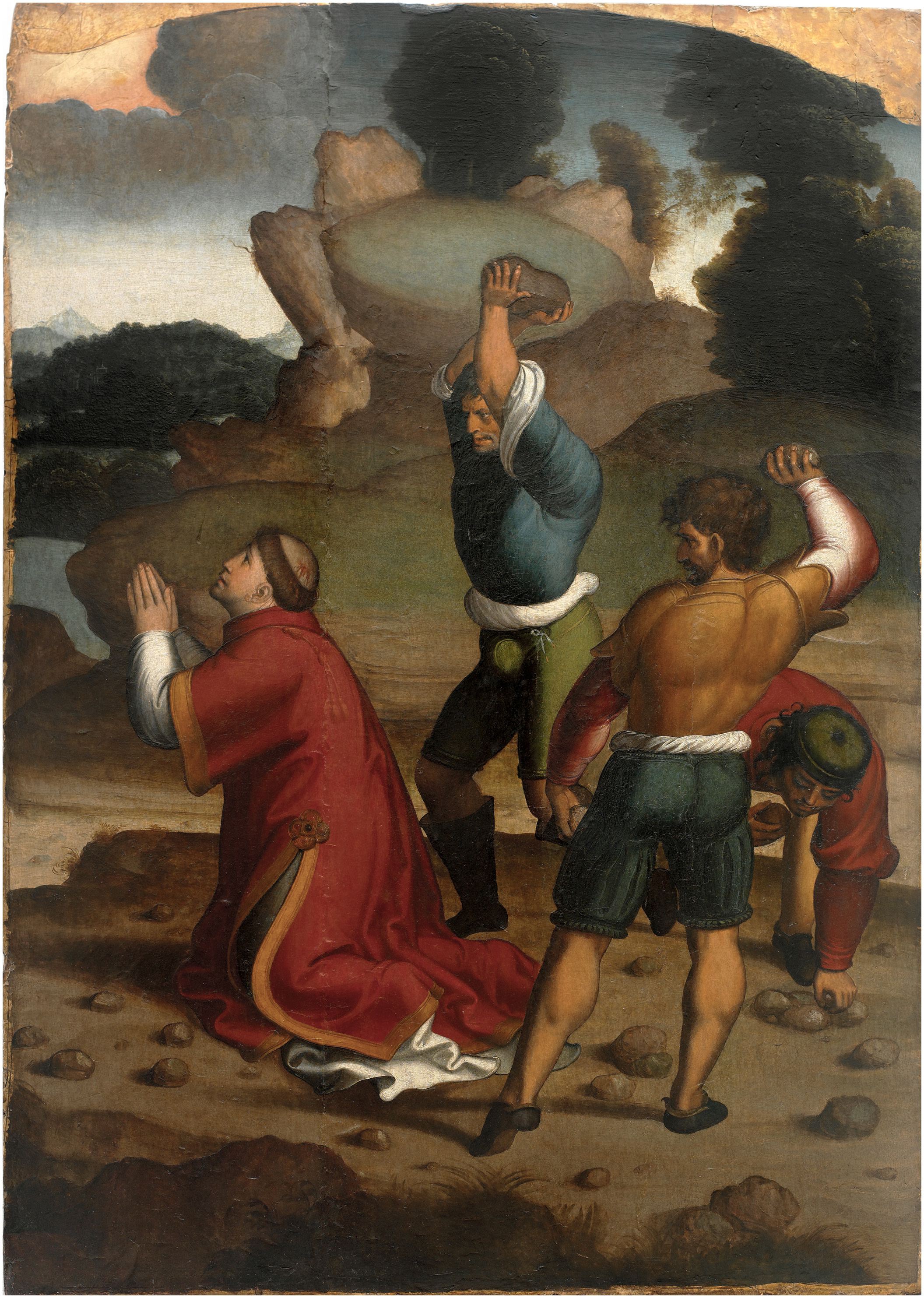
Martirio de San Esteban, Juan Correa de Vivar.
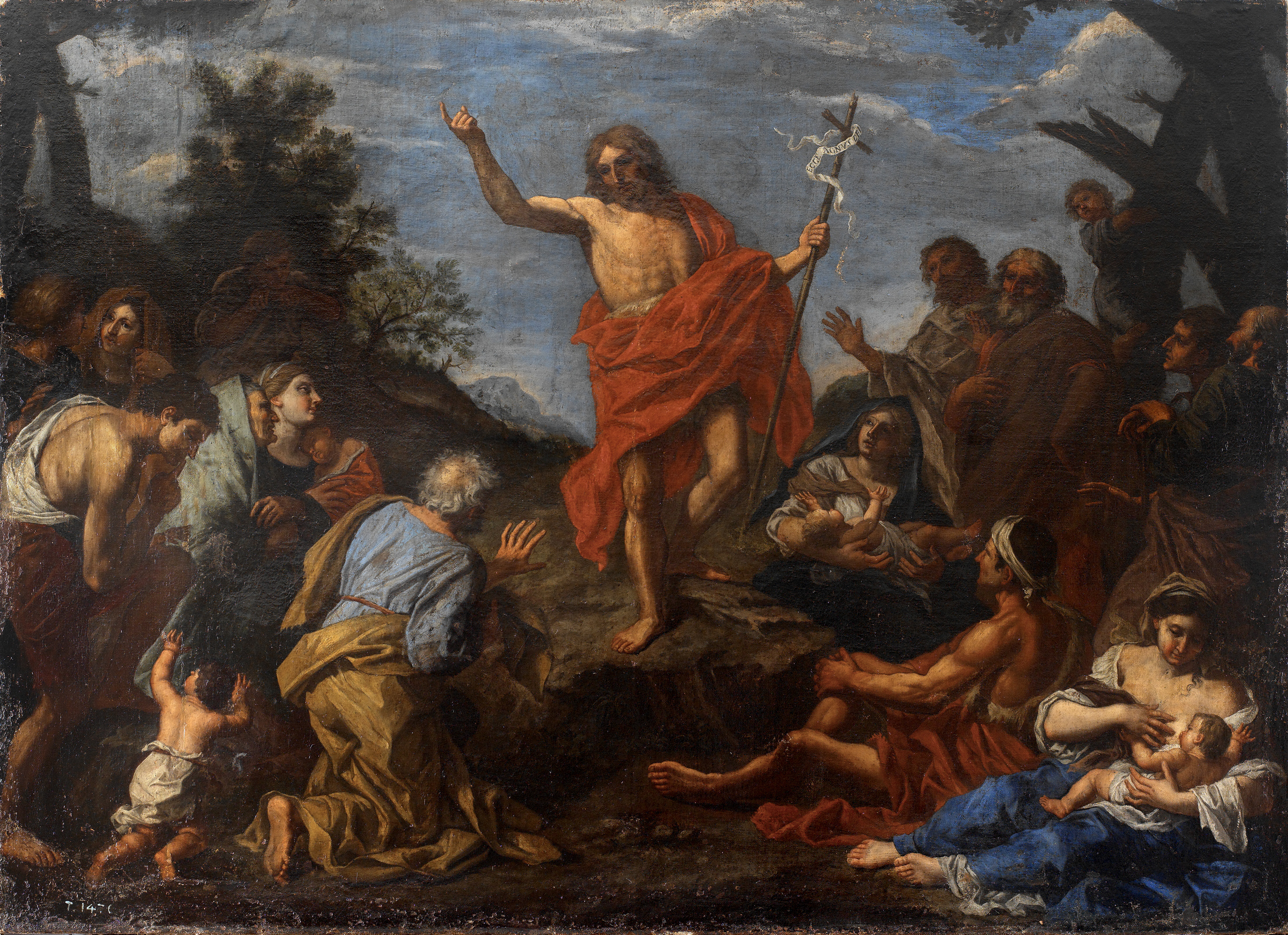
Predicación de San Juan Bautista (Pier Francesco Mola).
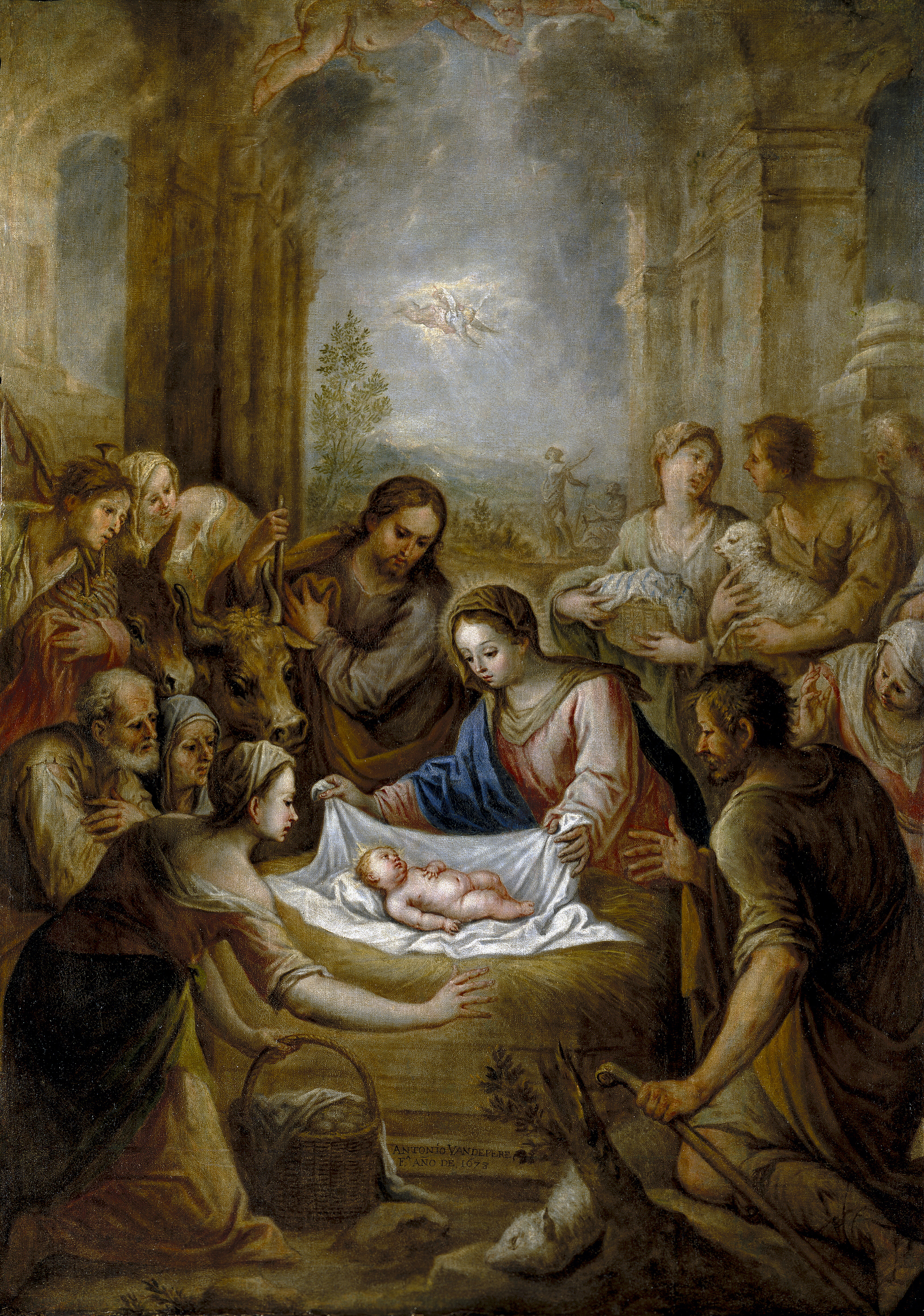
Adoración de los pastores, 1678, de Antonio van de Pere.
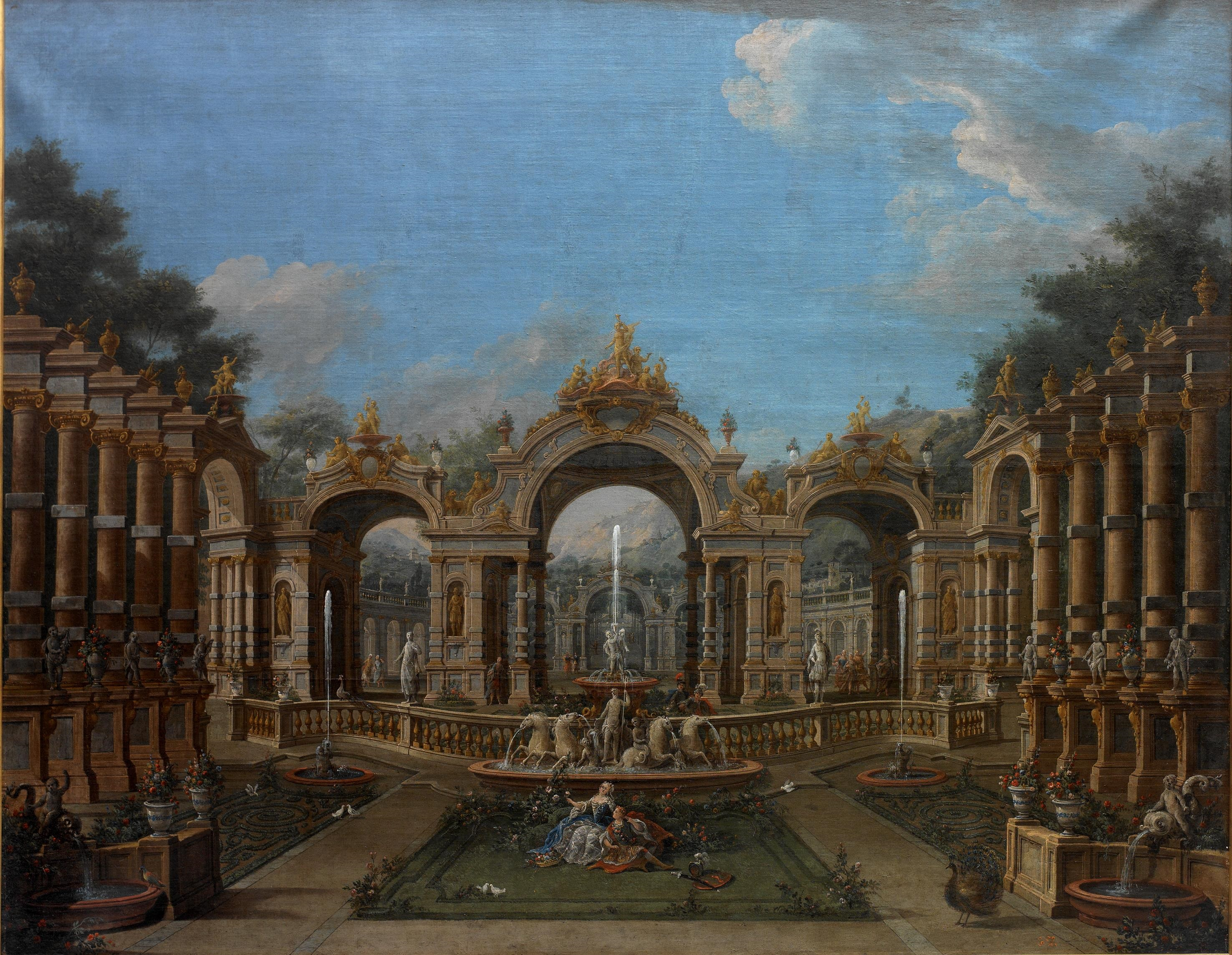
Fuente monumental o Jardín rococó, Francesco Battaglioli.
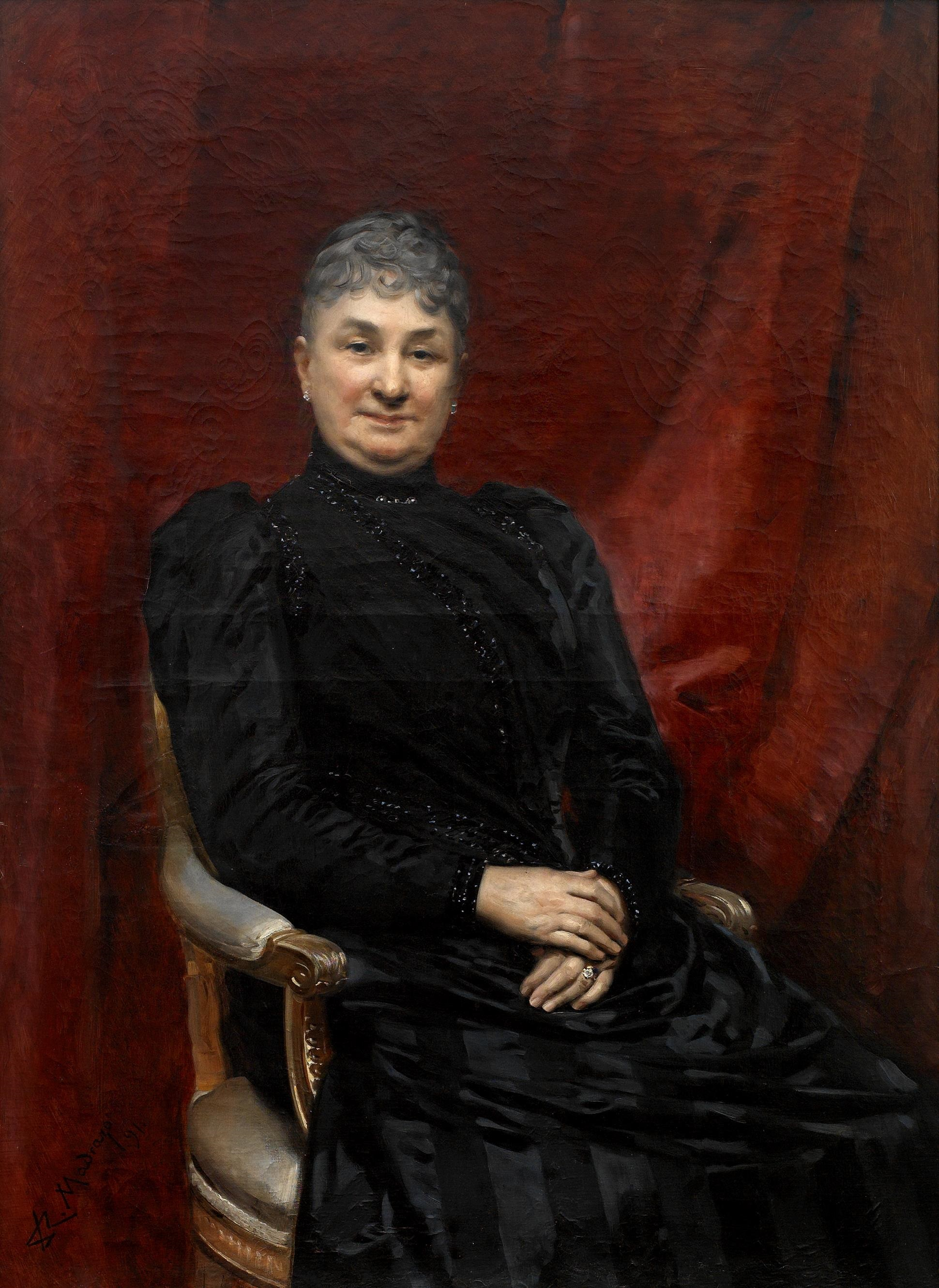
María del Carmen Terry, luego I marquesa de Perinat, de Raimundo de Madrazo.
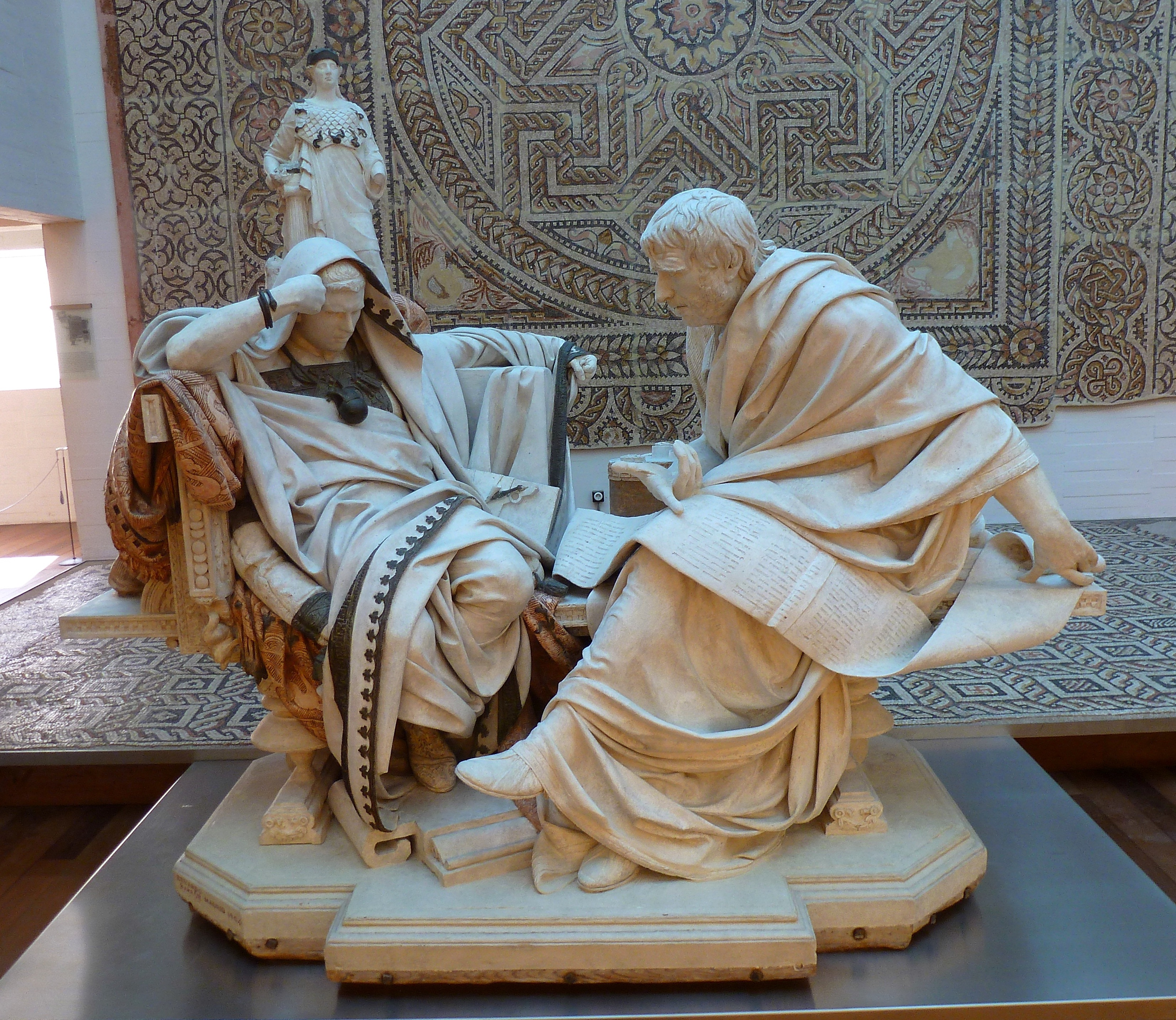
Nerón y Séneca, obra de 1904 del escultor de Moraleja del Vino Eduardo Barrón.

### Historia de la ciudad
La Sala IX o Sala de la Ciudad acoge elementos arquitectónicos de edificios desaparecidos —como el parteluz gótico del palacio del marqués de Villagodio—, escudos heráldicos, y algunas fotografías, entre ellas dos vistas de la Catedral realizadas en el primer cuarto del siglo XX por el zamorano José Gutiérrez Filuco, del que se expone también un grabado de la fachada norte de este templo realizado en 1882, que muestra la antigua torrecilla del reloj que se levantaba detrás de la portada neoclásica y la cúpula con su decoración de escamas todavía oculta por una capa de revoco, como estuvo durante tanto tiempo hasta la restauración que llevó a cabo en 1942 Luis Menéndez-Pidal. A Filuco se le atribuyó también durante años la famosa fotografía titulada "Escena familiar", así mismo conocida como "Familia campesina", aunque probablemente fue tomada en realidad por el austriaco Heinrich Kühn, uno de los más destacados representantes del pictorialismo fotográfico, con la colaboración del zamorano. Nos presenta a una familia pobre en el interior de su vivienda, ubicada probablemente en el barrio de la Lana. Testimonios de familiares permitieron posteriormente identificar a varios de los personajes que aparecen en esta fotografía de 1905, de la que el museo expone una copia moderna (tirage, por contraposición a vintage, copia antigua).

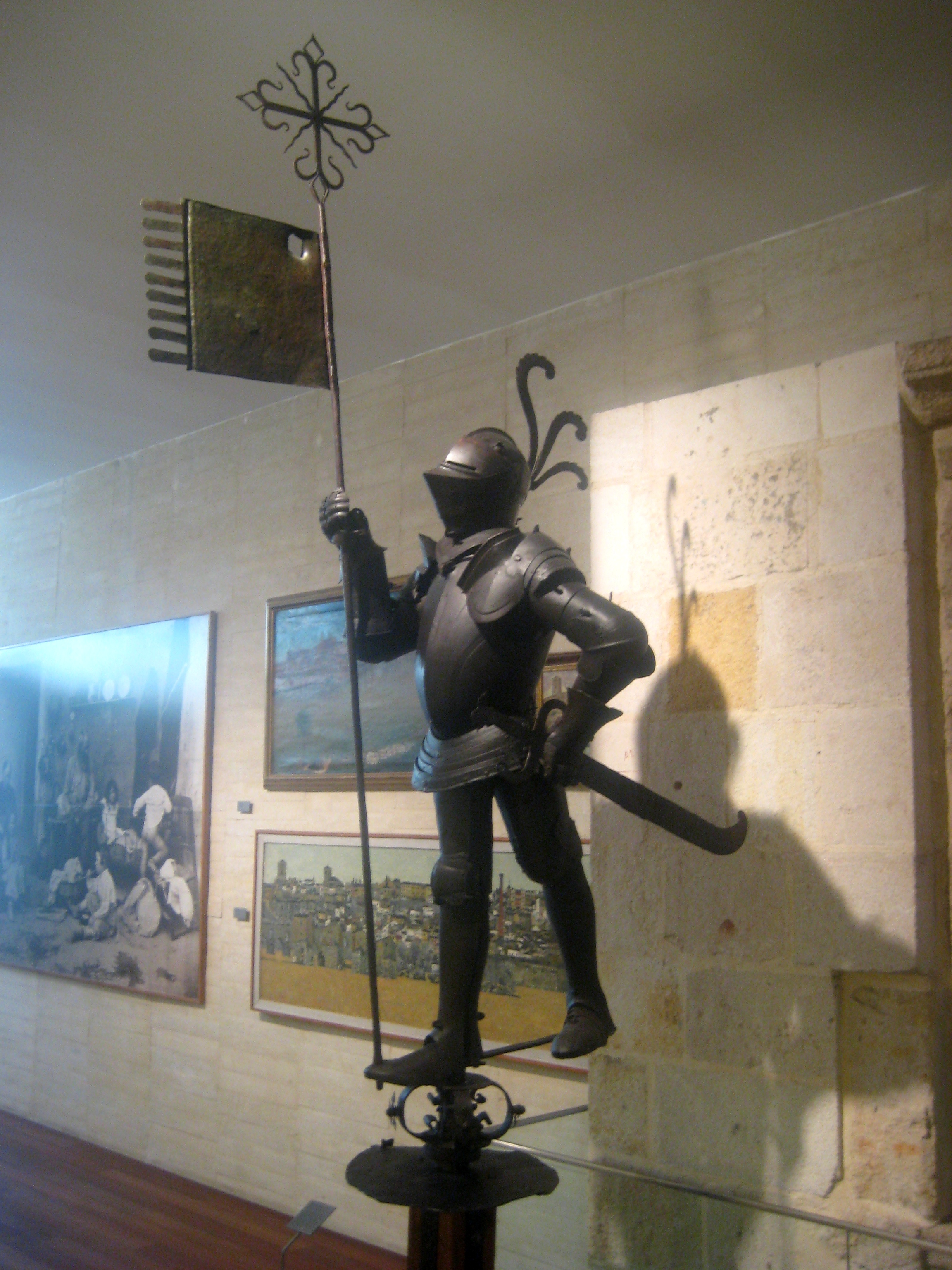
"El Peromato".

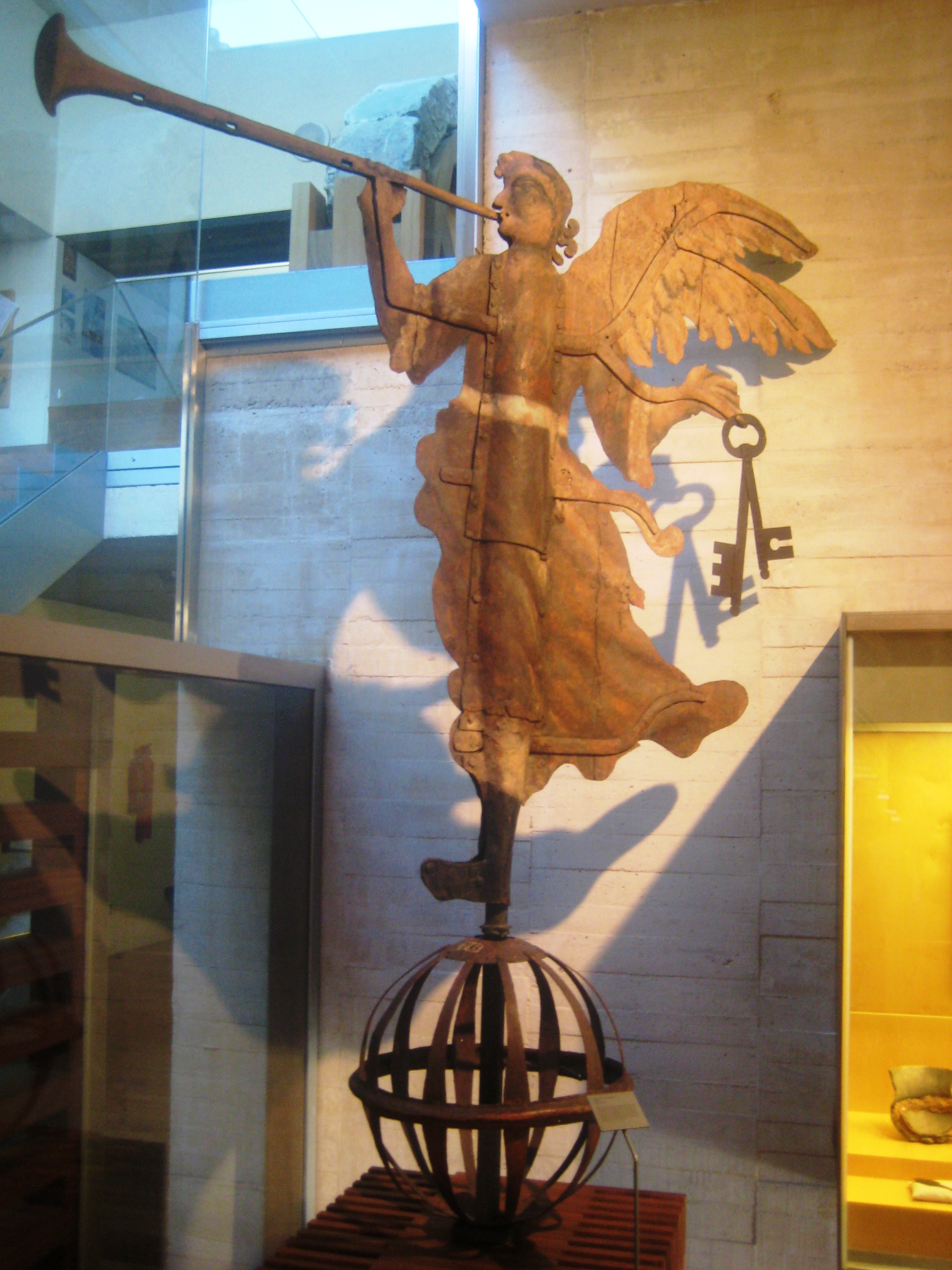
"La Gobierna".

Pero sin ninguna duda, las auténticas vedettes de esta sala son las veletas en hierro forjado de "El Peromato" y "La Gobierna", tan simbólicas para las gentes de Zamora como lo pueda ser el Giraldillo para los sevillanos. "El Peromato", de 1642, procede de la torre de la iglesia de San Juan de Puertanueva, que coronó hasta 1898. "La Gobierna" es epónima de la antigua torre que defendía la entrada sur al Puente de Piedra, la cual remató desde 1708 hasta que fue demolida en 1905.

### Almacén visitable
El almacén, ubicado en la vecina iglesia de Santa Lucía, alberga, a modo de lapidario, piezas de gran formato, como elementos arquitectónicos, estelas romanas y otro tipo de piezas de carácter arqueológico o artístico. Para visitarlo hay que solicitarlo previamente o bien unirse a los recorridos comentados gratuitos que se realizan cada primer domingo de mes a las 11:30 horas, con una duración aproximada de 25 minutos y un máximo de 15 personas. Para poder exponer las piezas que por falta de espacio no tienen cabida en Santa Lucía, existió un proyecto para utilizar la iglesia de Santo Tomé también para tal fin, aunque finalmente dicho templo se destinará a sede del futuro Museo Diocesano de la Diócesis de Zamora.